# María Pérez Heredia
María Pérez Heredia (Zaragoza, 1994) es una filóloga y escritora española.

## Trayectoria
María Pérez Heredia nació en 1994 en Zaragoza. Debuta con Esos días raros de lluvia (Eclipsados, 2013), novela que empieza a escribir con 17 años y publica con 19. Su blog Días raros de lluvia, aunque desde 2015 no está activo, le ayudó como ejercicio de escritura entre el final de su primera novela y el inicio de la segunda.
En diciembre de 2017 hace una incursión en la literatura infantil con Eydís y el largo invierno, junto al ilustrador David Guirao. En este año también publica su segunda novela Starman (Random House), situada en Los Ángeles (Estados Unidos) y que describe el ambiente de Hollywood en una narración con ecos de El guardián entre el centeno del estadounidense J.D. Salinger, el documental y el reportaje periodístico. También ha publicado cuentos y artículos de crítica literaria.
En 2023 publica  Pirineo Noir (Random House), una novela de género negro de gran éxito con la que gana el premio Villanoir.

## Obras
- Fiebre (2025). ISBN: 9788419940513
- Pirineo Noir (2023). ISBN: 9788418052897
- Starman (2017) ISBN: 9788416709441[11]
- Eydís y el largo invierno (2017) ISBN: 9788494633270
- Esos días raros de lluvia (2013) ISBN: 9788415077398[12]